# Alluroteuthis antarcticus
Alluroteuthis antarcticus is een inktvissensoort uit de familie van de Neoteuthidae. De wetenschappelijke naam van de soort is voor het eerst geldig gepubliceerd in 1923 door Odhner.